# Giuseppe Pavan
Giuseppe Pavan (Venezia, 19 marzo 1913 – ...) è stato un calciatore italiano, di ruolo attaccante.

## Carriera
Dopo aver giocato nella Salernitana, nel 1934 si trasferisce alla Libertas Rimini, dove rimane per due stagioni, totalizzando 48 presenze e 20 reti in terza serie. Lasciati i romagnoli, milita nella SPAL e quindi nel Padova, dove disputa in totale 85 partite segnando 22 gol in Serie B dal 1937 al 1941. Debutta il 12 settembre 1937 nella partita contro il Novara persa dai biancoscudati (2-0), mentre gioca la sua ultima partita con i padovani il 21 maggio 1941 in Padova-Liguria (0-0).
Torna a giocare due stagioni in Serie C nel Ferrara.